# Oltena
Oltena (oficial S.C. Automobile Craiova S.A.) a fost un producător auto român format în 1991 după preluarea acțiunilor Oltcit deținute de Citroën de către statul român. După 1994 și până în 2006, S.C. Automobile Craiova S.A. (ACSA) a avut ca activitate de bază comercializarea diverselor piese de schimb și accesorii pentru autoturismele Oltena, Dacia și Daewoo.